# Distilleria Kilbeggan
La Distilleria Kilbeggan (originariamente Brusna Distillery, Locke's Distillery e Kilbeggan Distillery) si trova sul fiume Brosna nella cittadina di Kilbeggan, nella Contea di Westmeath, in Irlanda. Attualmente fa parte del gruppo Beam Suntory.
Si tratta di una piccola distilleria che fu tra le prime ad ottenere la licenza ufficiale di produzione whiskey irlandese, nel 1757. Una copia della licenza è attualmente ben visibile all'interno della distilleria.

## Storia
La distilleria fu fondata nel 1757  e, nel 1798, era nelle mani di Matthias McManus, il cui figlio fu giustiziato a Mullingar a causa della sua implicazione nella Society of United Irishmen durante la ribellione di quello stesso anno.
John Locke prese possesso della distilleria nel 1843, che passò alle sue nipoti Mary Evelyn and Florence Emily nel 1943. La crisi economica degli anni '20 e '30 segnò la storia della distilleria. Nel 1947 la distilleria venne messa in vendita e il nuovo proprietario, il "Transworld Trust", coinvolse alcuni truffatori provenienti da Svizzera e Austria. Il politico Oliver J. Flanagan, protetto da immunità parlamentare, accusò che i politici del partito repubblicano Fianna Fáil erano i diretti interessati all'acquisto. Il tribunale d'inchiesta smantellò le accuse, ma il danno subìto fece perdere al partito repubblicano le elezioni del 1948. Nel marzo del 1954 la produzione cessò, la distilleria chiuse bottega nel 1957 e l'edificio cominciò a cadere in rovina.
Venticinque anni dopo la sua chiusura, la comunità cittadina restaurò la distilleria e la fece riaprire come museo. La Distilleria Cooley comprò la licenza di produrre il Kilbeggan Whiskey e, successivamente, aprì una rinnovata e funzionante distilleria adiacente.

## Presente
Oggi la distilleria è conosciuta col suo nome inglese di Kilbeggan Distillery: include un ristorante "The Pantry Restaurant" e un mulino ad acqua del XIX secolo attualmente funzionante. La distilleria può usare anche un motore a vapore, funzionante, ma raramente utilizzato. Fu installato, infatti, per continuare l'attività nonostante il fiume fosse in secca.
La produzione di whiskey ricominciò nel 2007, l'anno in cui la distilleria festeggiò il suo 250º anniversario. Uno dei due alambicchi di rame, attualmente in uso, venne assemblato nei primi anni del 1800 e si tratta del più antico alambicco al mondo attualmente in funzione. In origine, questo alambicco, era di proprietà della ben più nota distilleria di Tullamore. Nel 2010 la Distilleria Kilbeggan divenne completamente operativa, grazie all'installazione di un tino d'infusione e vasche di fermentazione. Il primo whiskey prodotto localmente fu disponibile nel 2014, ma tre grandi marchi associati alla distilleria (Kilbeggan, Locke's Blend e Locke's Malt prodotti per molti anni nella distilleria di Cooley nella Contea di Louth dalla quale venivano trasportati a Kilbeggan) venivano depositati nell'adiacente magazzino di granito di oltre 200 anni. Alla fine del 2009, la distilleria mise in vendita una piccola scatolina contenente 3 tipi di distillati: 1 mese, 1 anno e 2 anni di invecchiamento. La confezione da collezione propone quattro tipi di whiskey: Connemara Peated Single Malt dall'aroma affumicato, Kilbeggan Blended dal gusto dolce e fortemente torbato, Kilbeggan Single Grain invecchiato 8 anni e dal gusto rotondo e per ultimo il whiskey Tyrconnell Single Malt dal gusto fruttato. Per legge, oggi tutti i whiskey irlandesi devono maturare almeno 3 anni e 1 giorno, prima di poter legalmente chiamarsi tali.
La Distilleria Kilbeggan era in nomination sulla rivista Whisky Magazine's nella categoria Icons of Whisky, come attrazione turistica del 2008.

## Galleria d'immagini

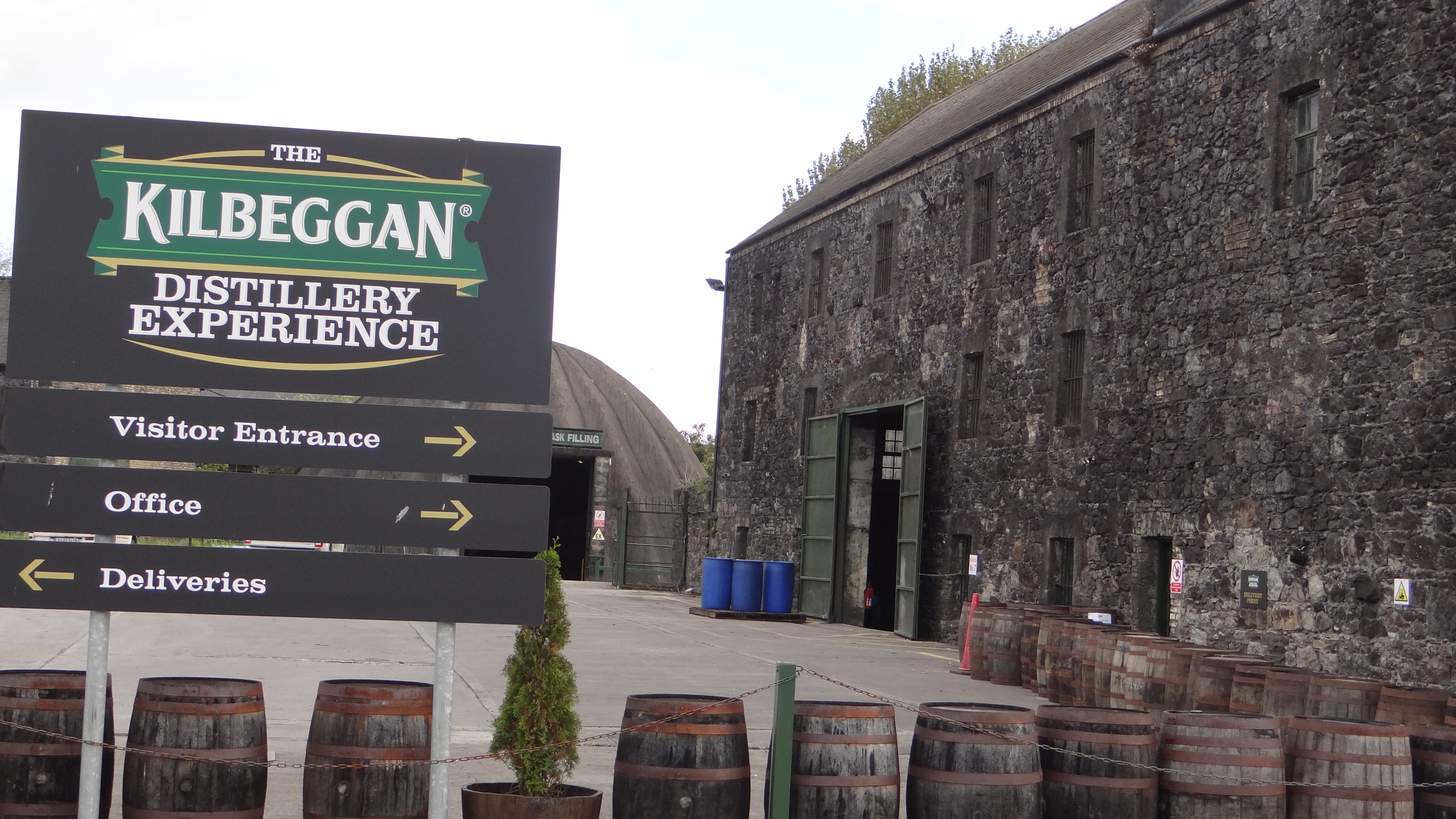
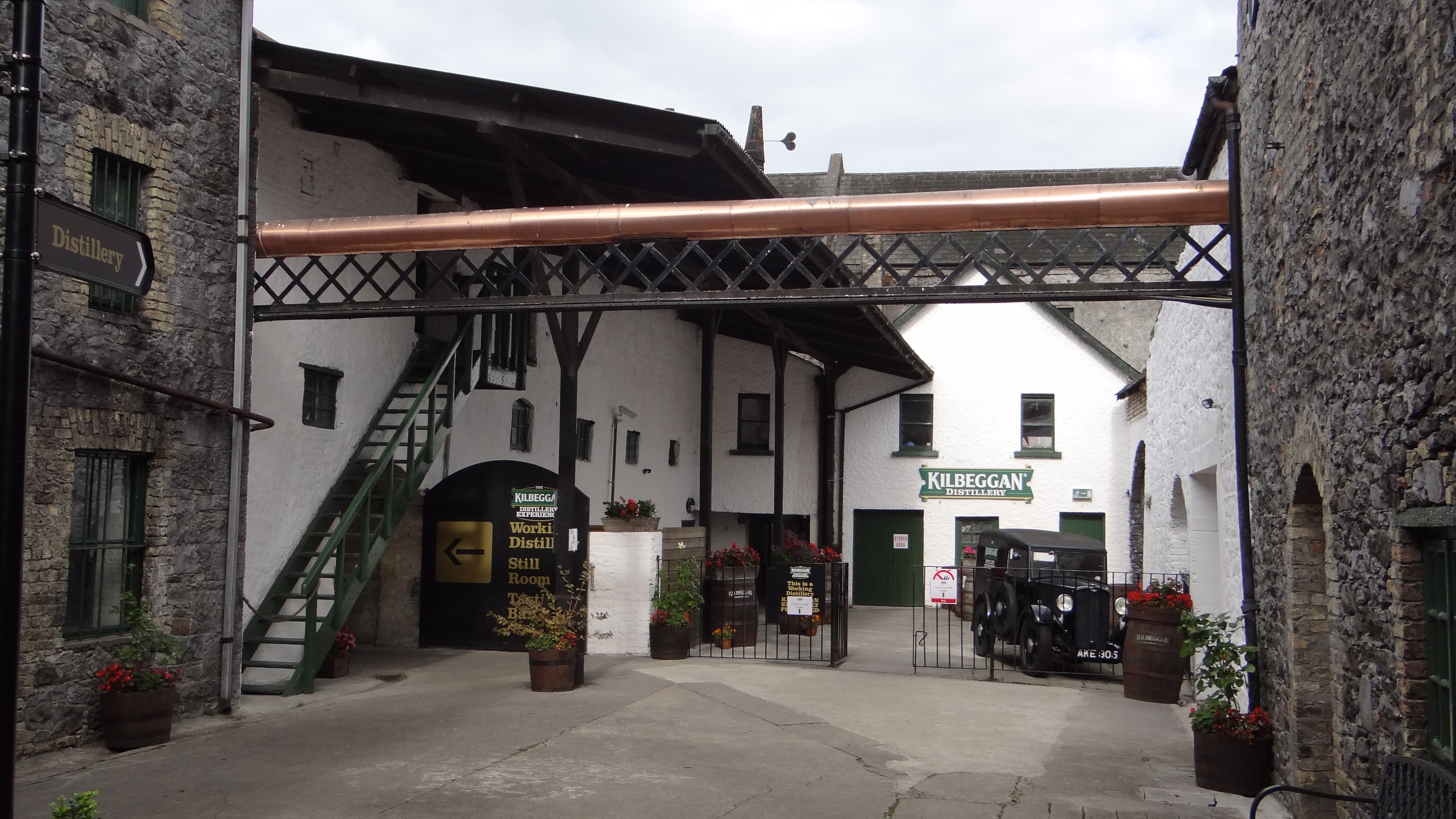
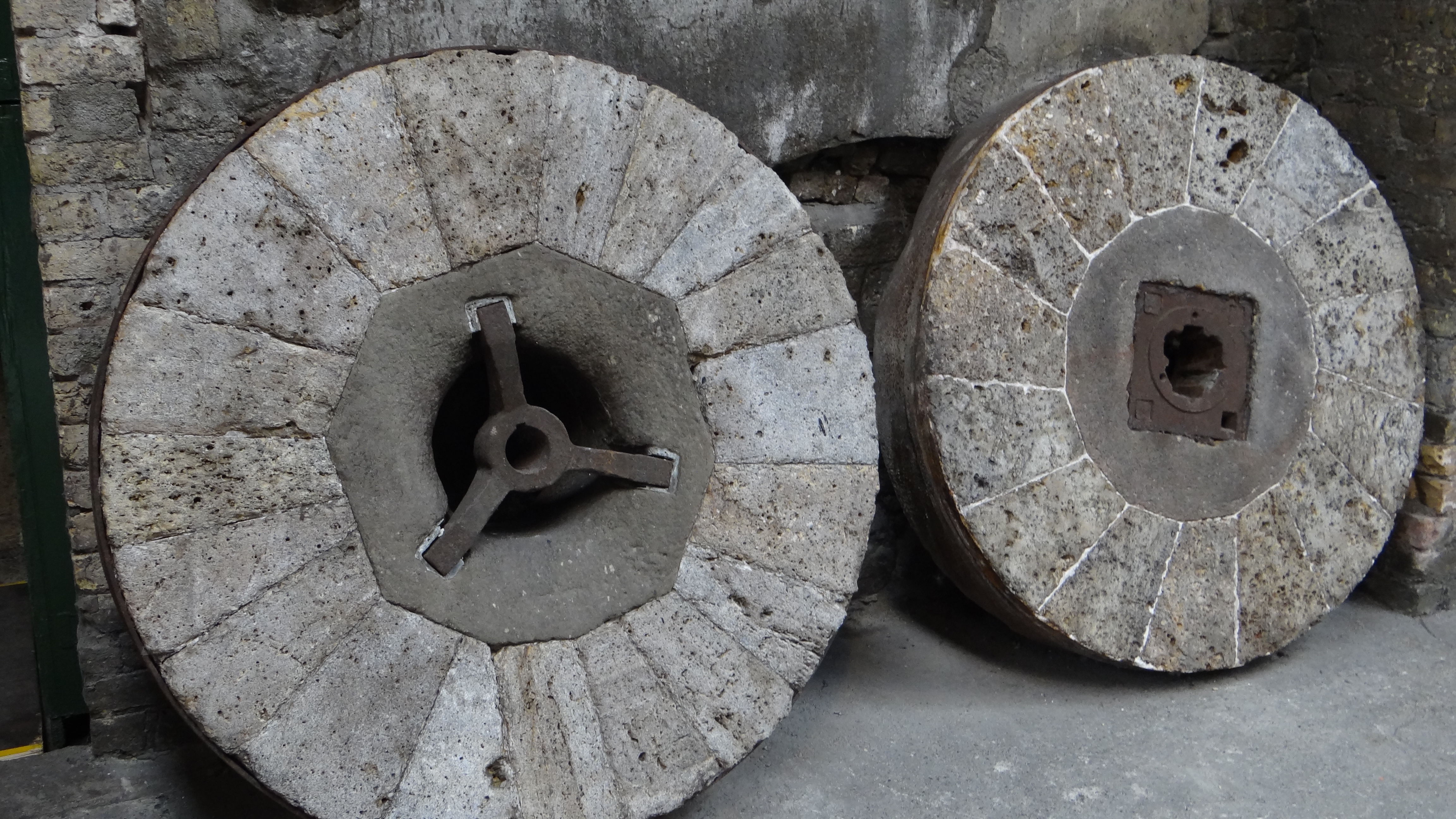
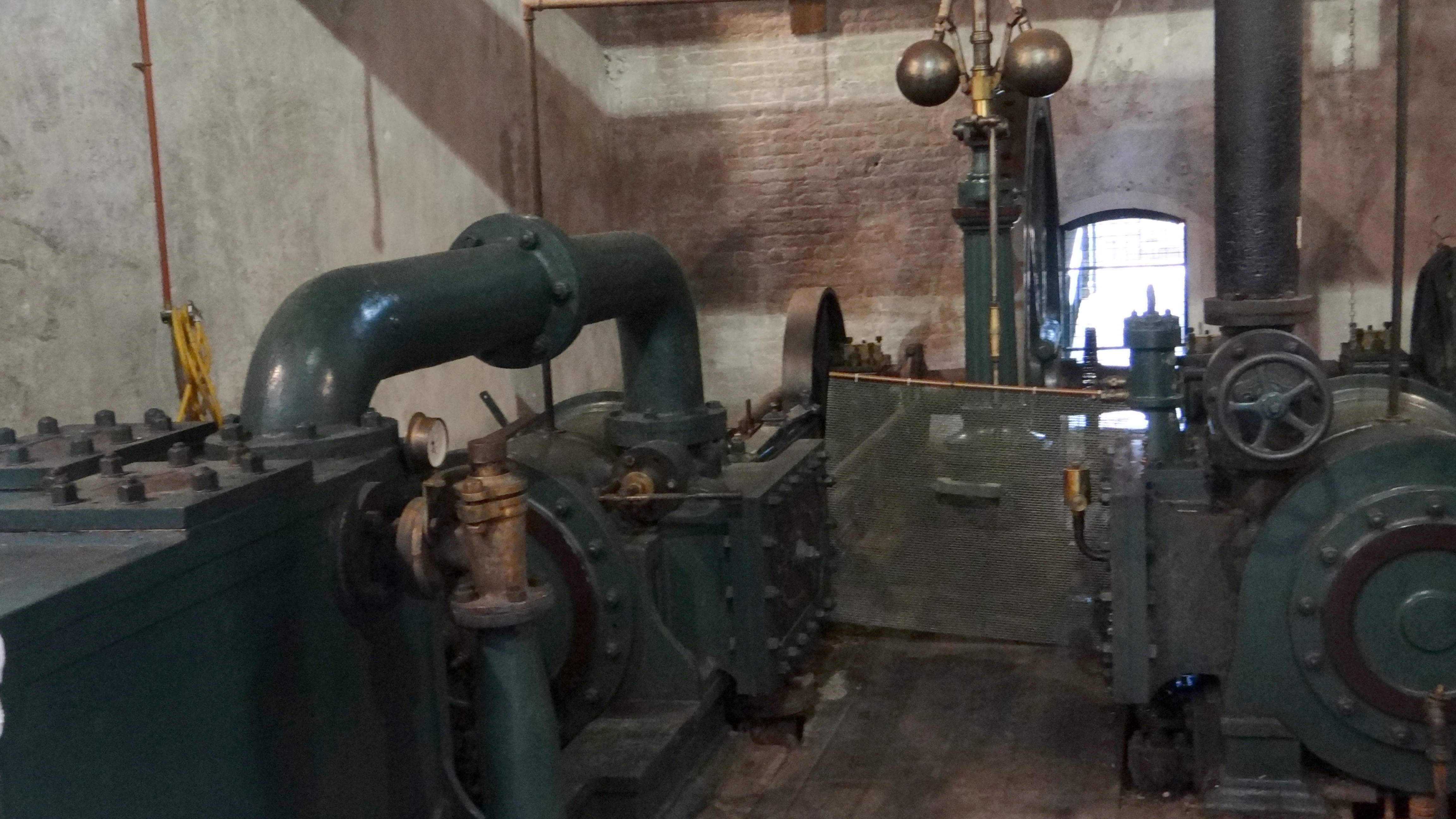
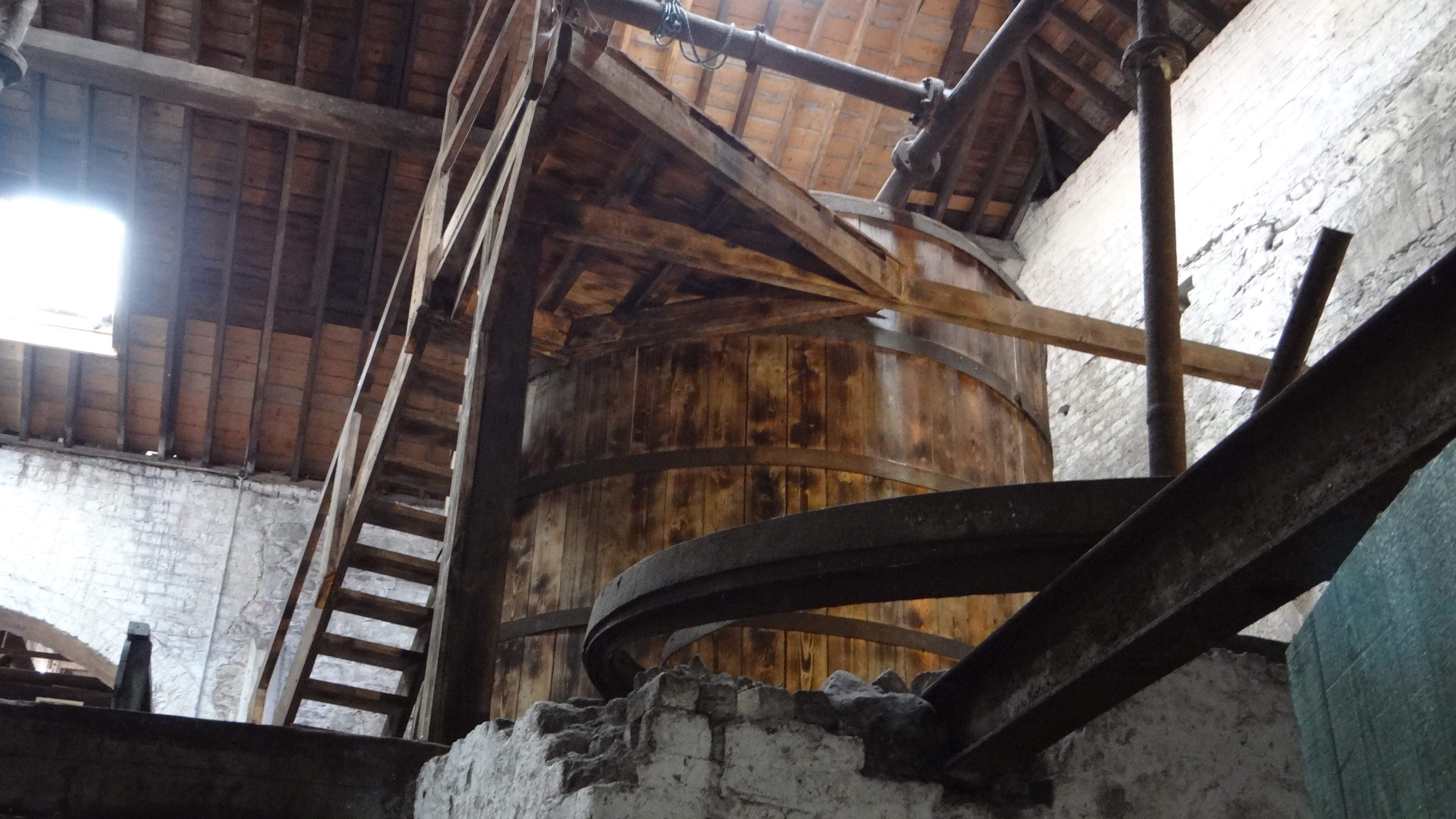
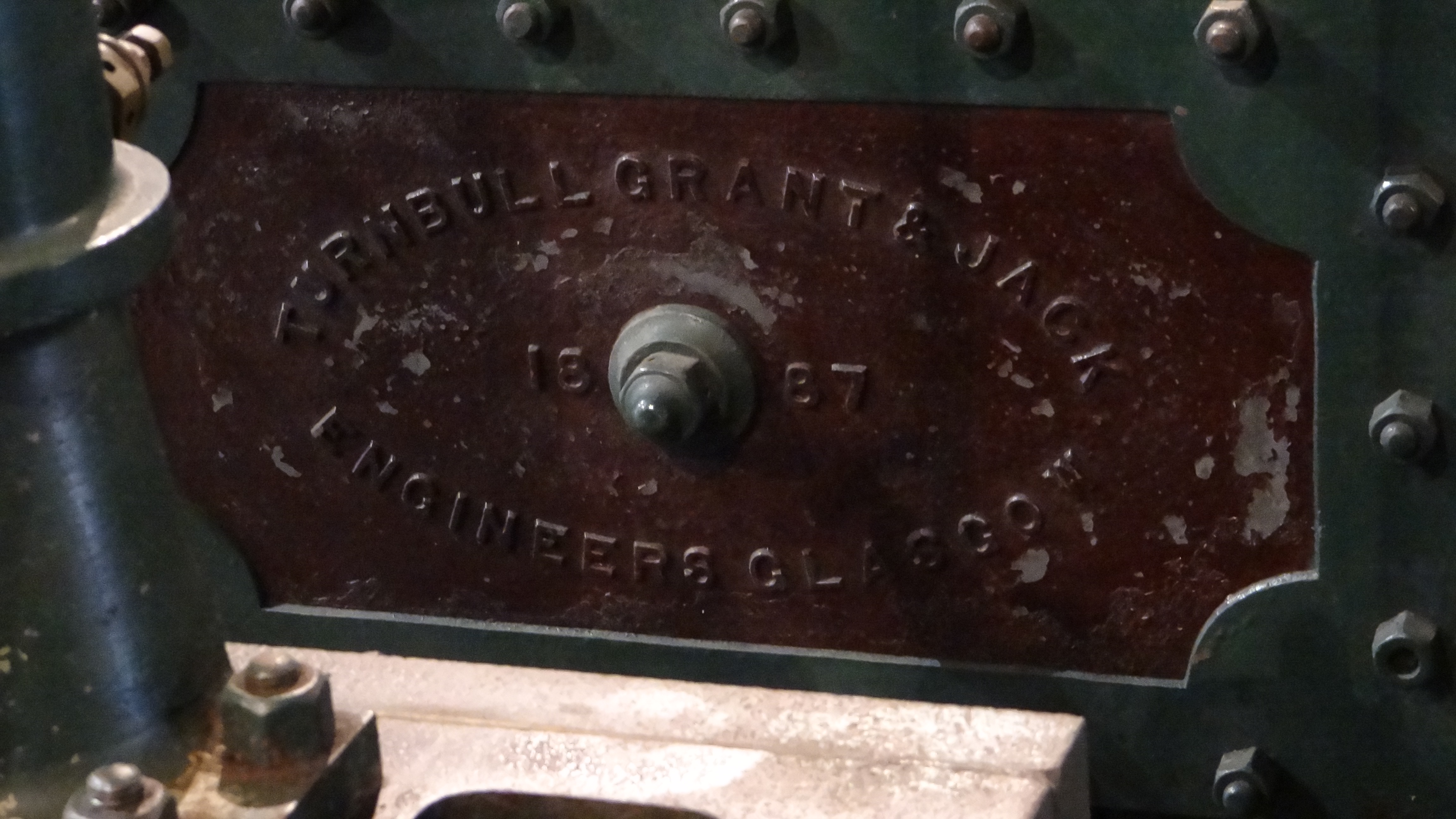
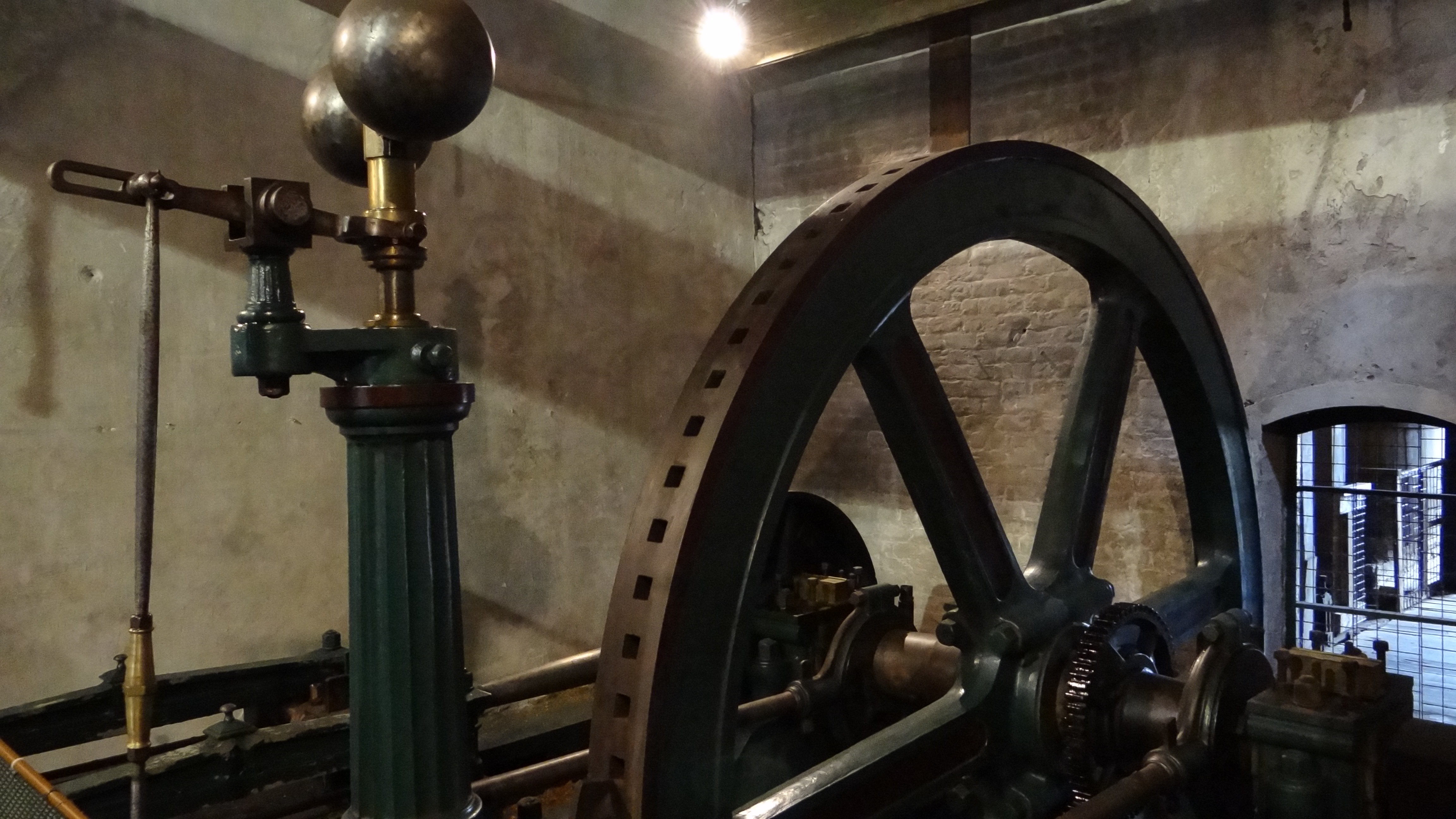
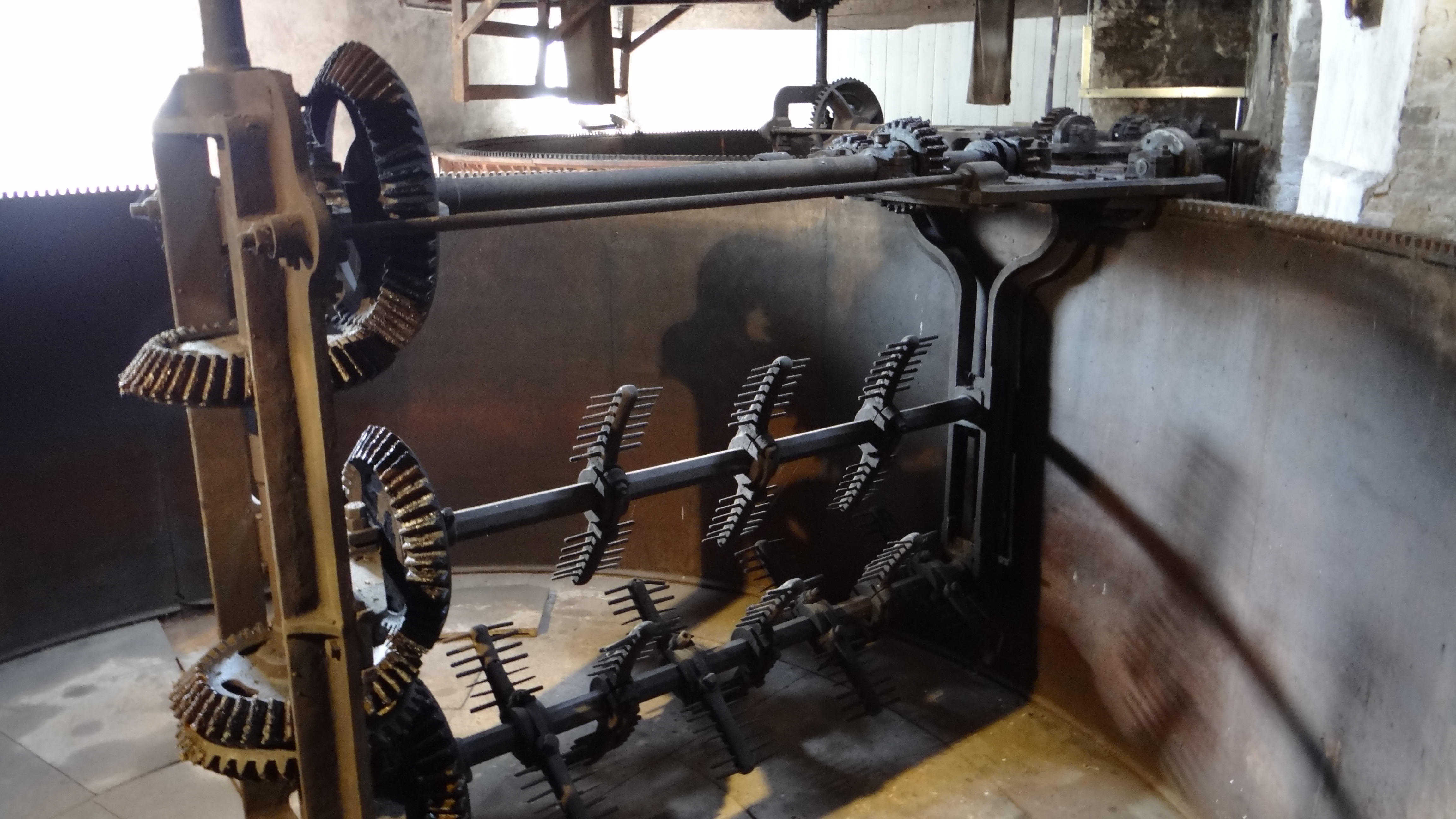
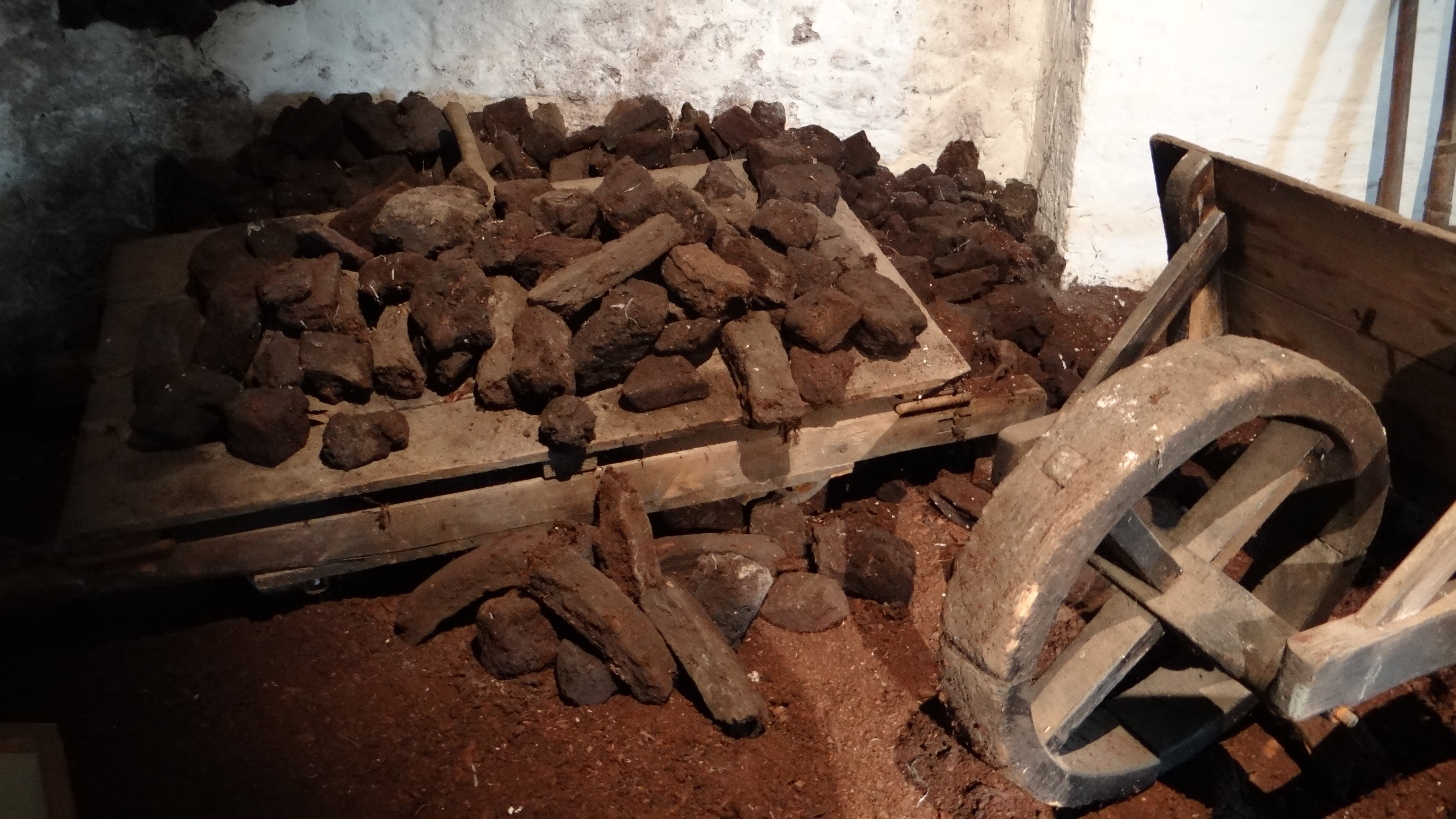
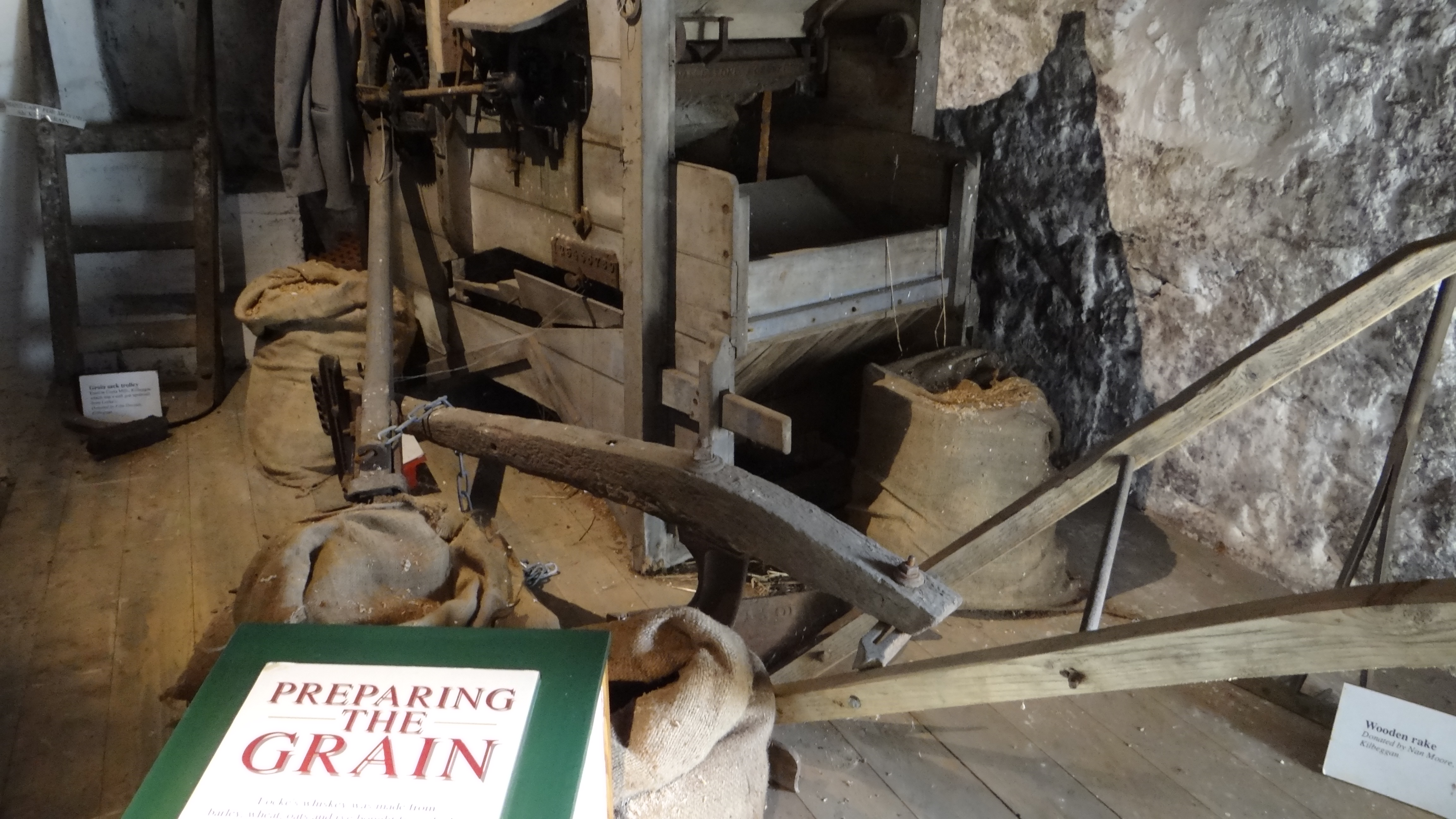
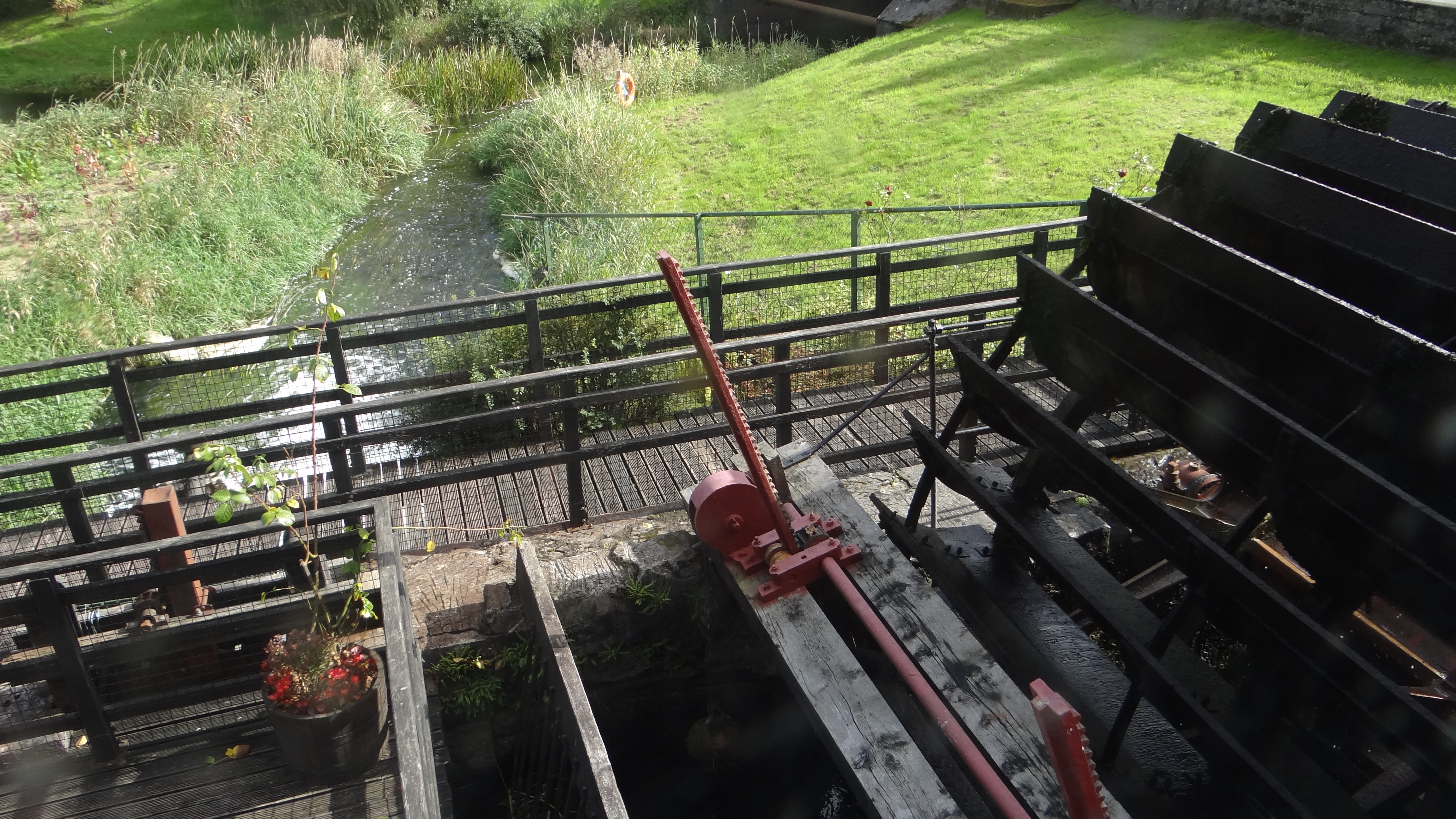
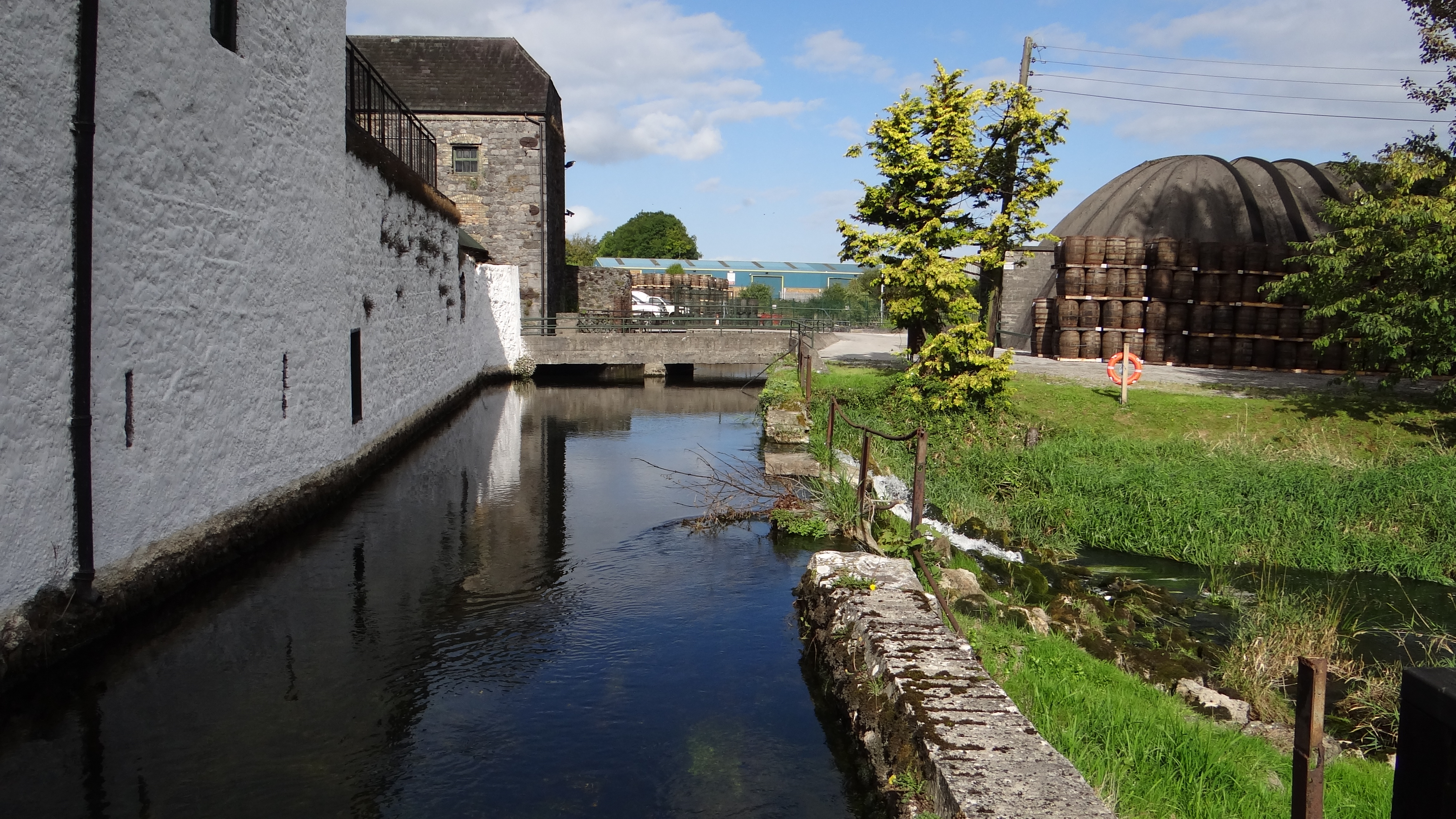
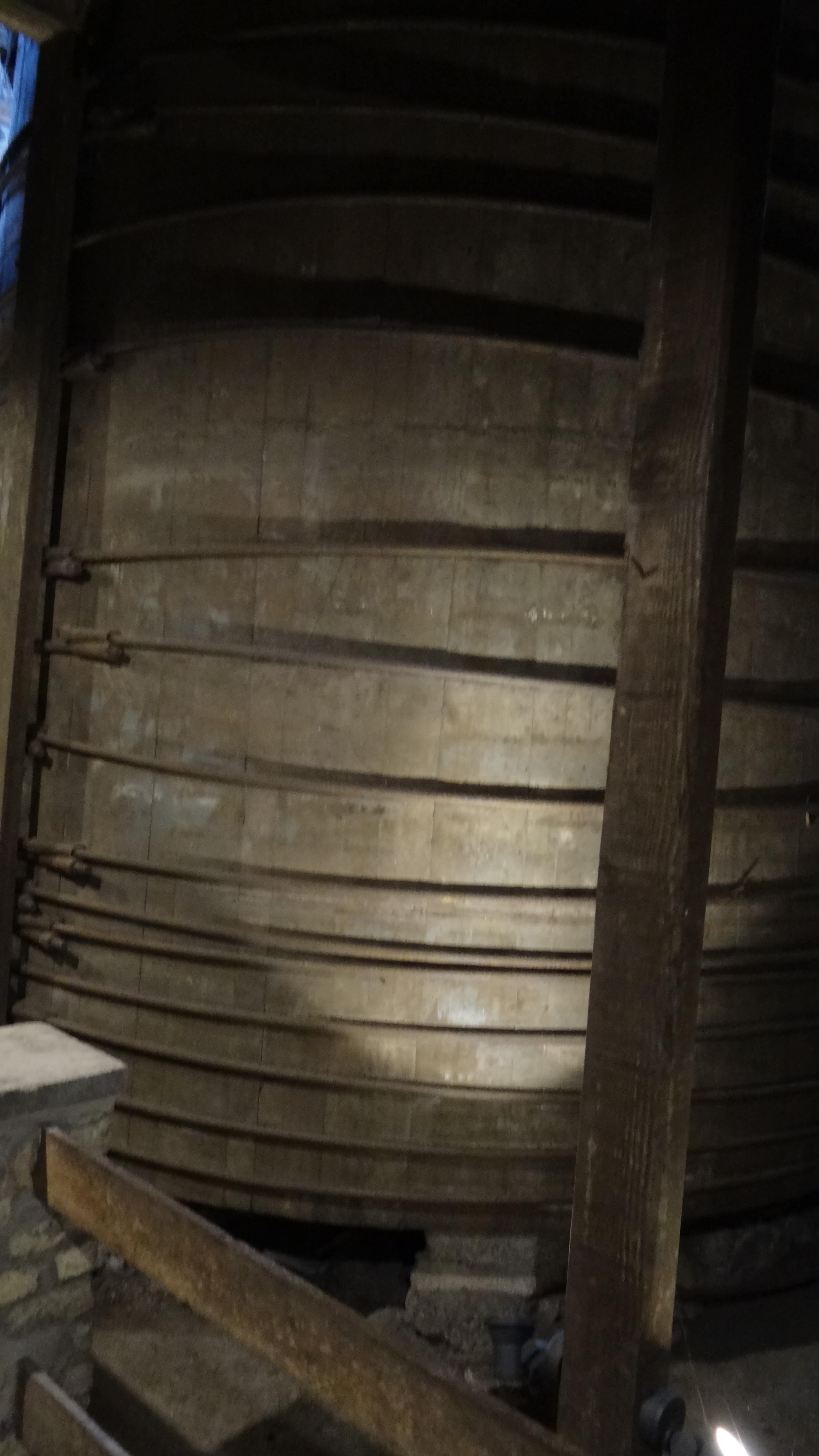
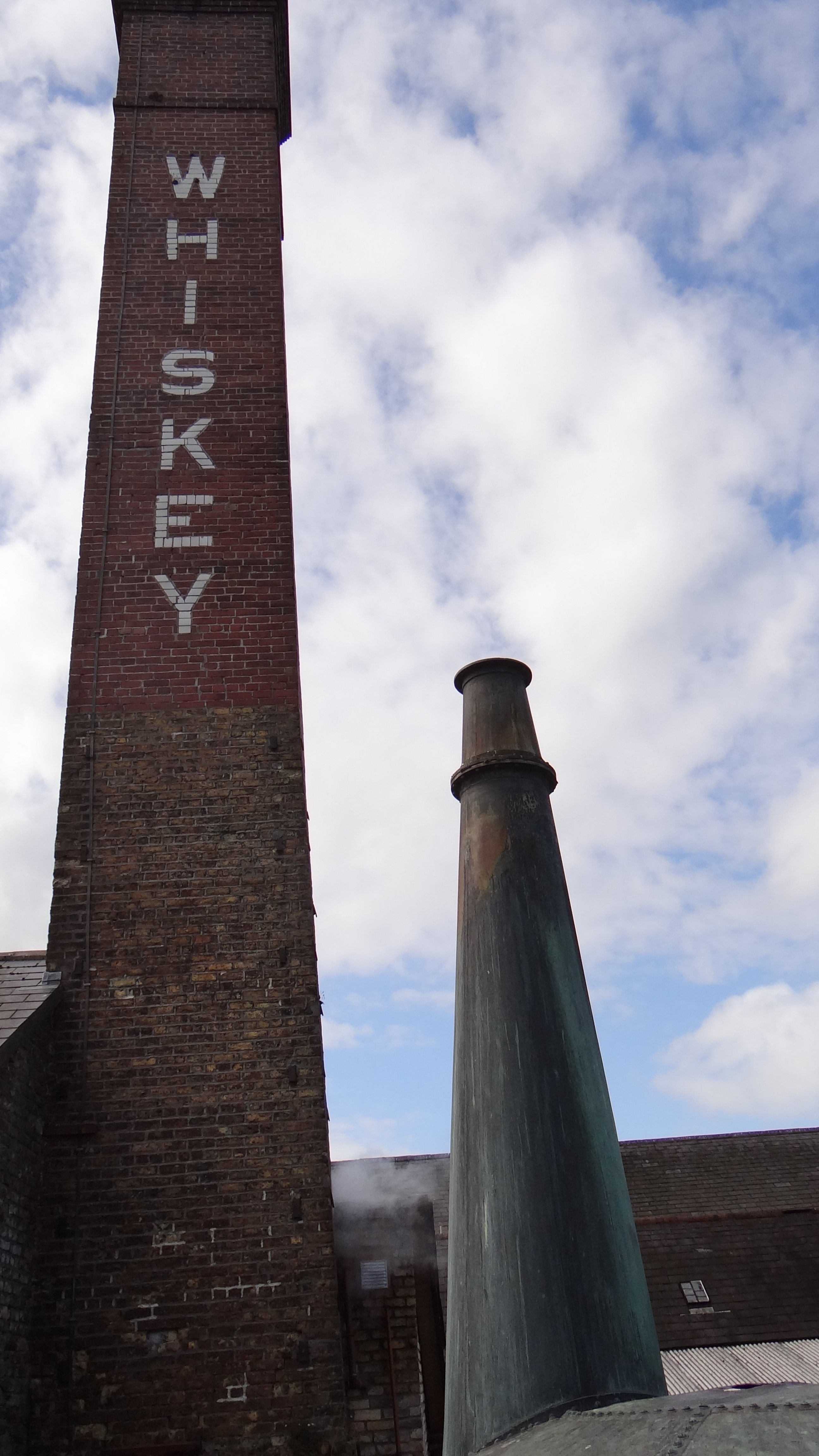
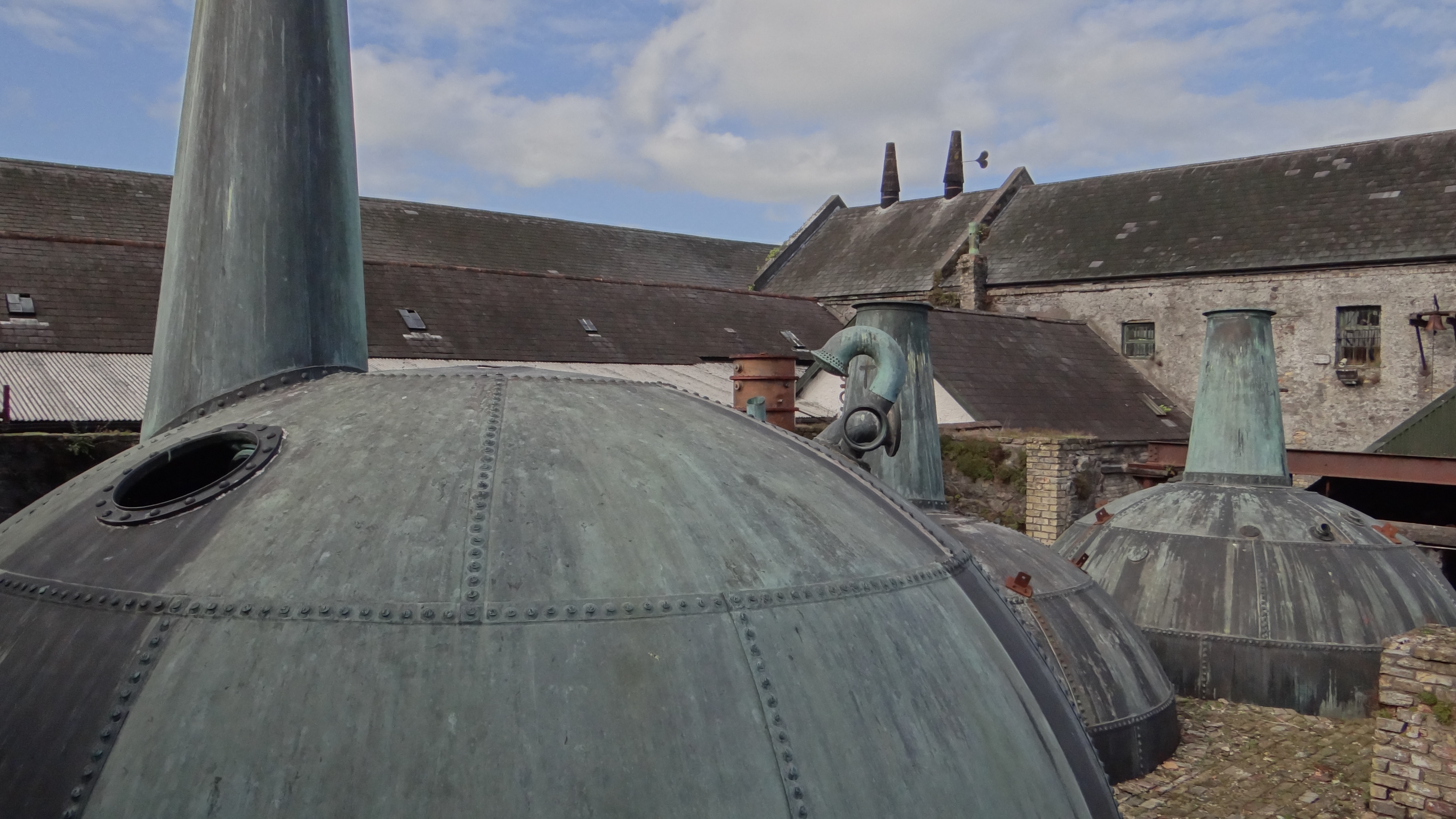
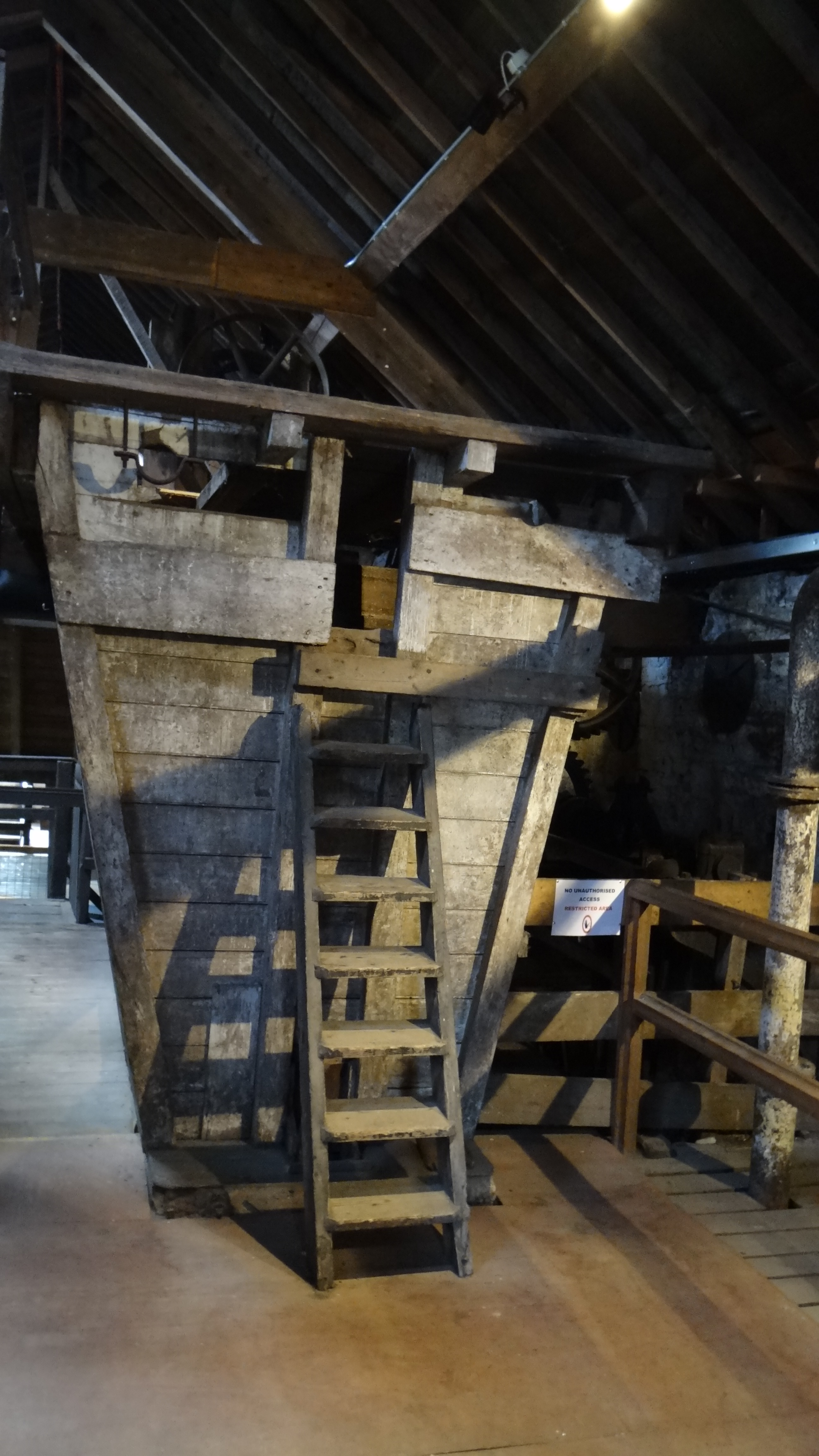
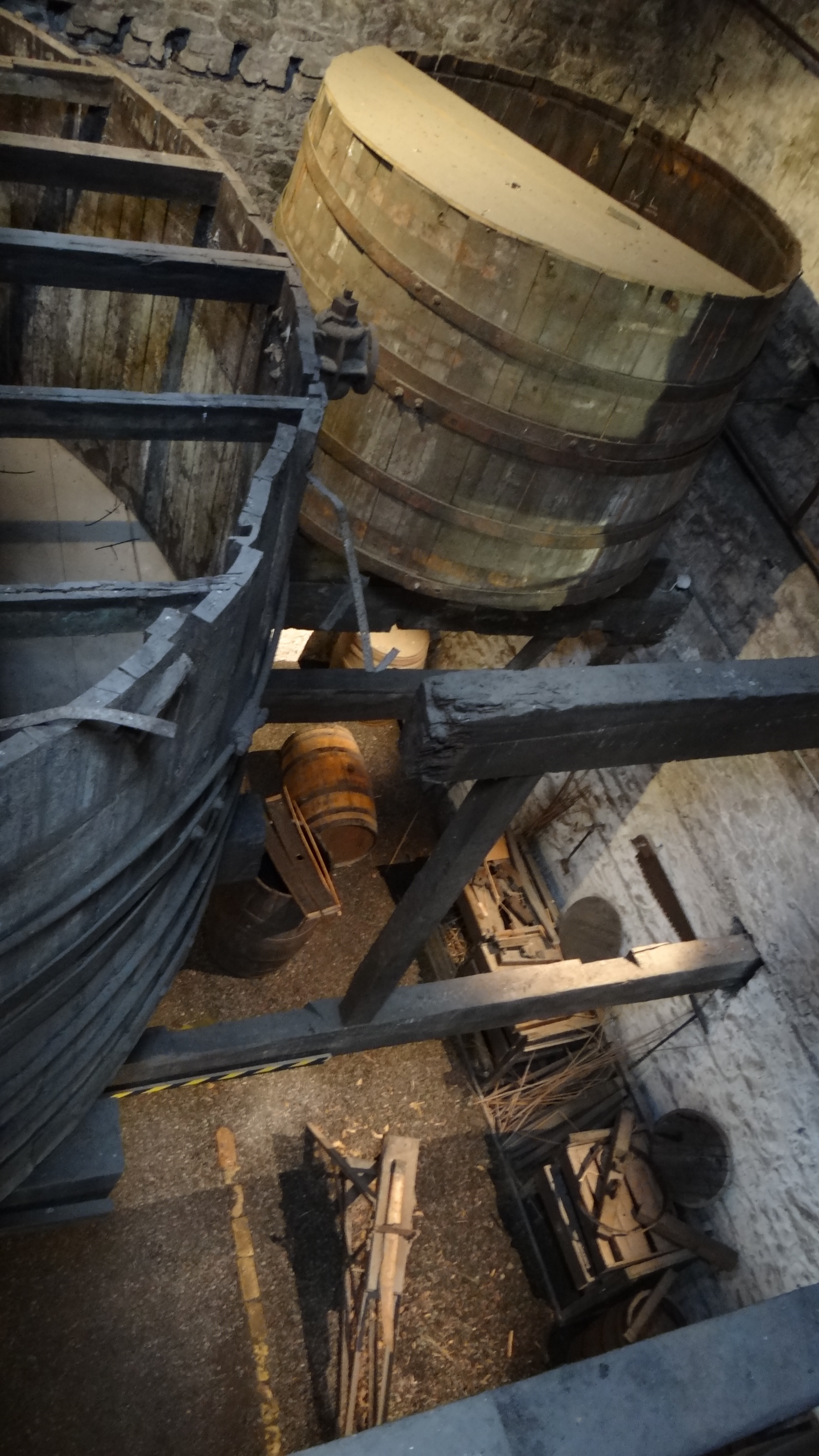
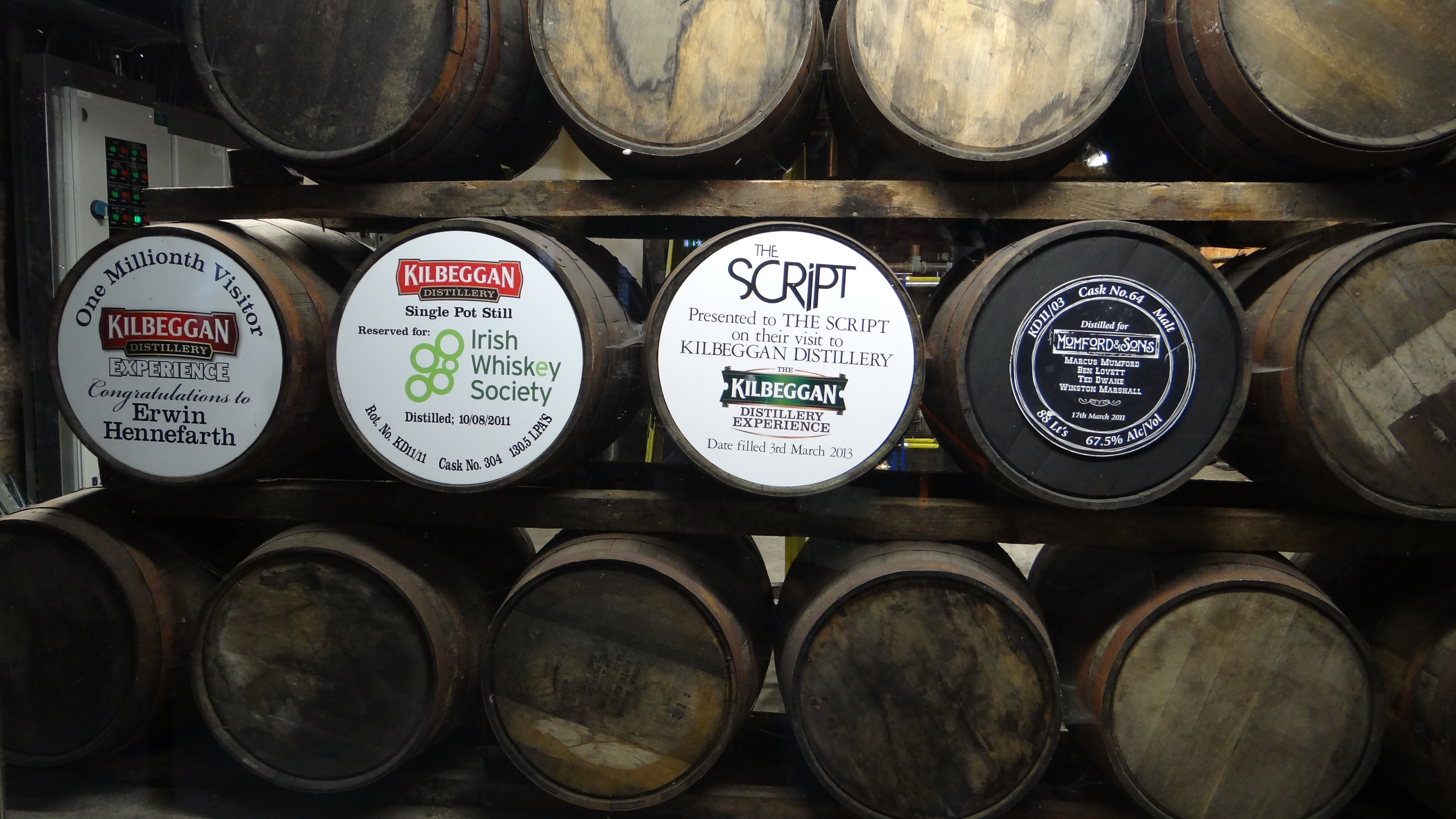
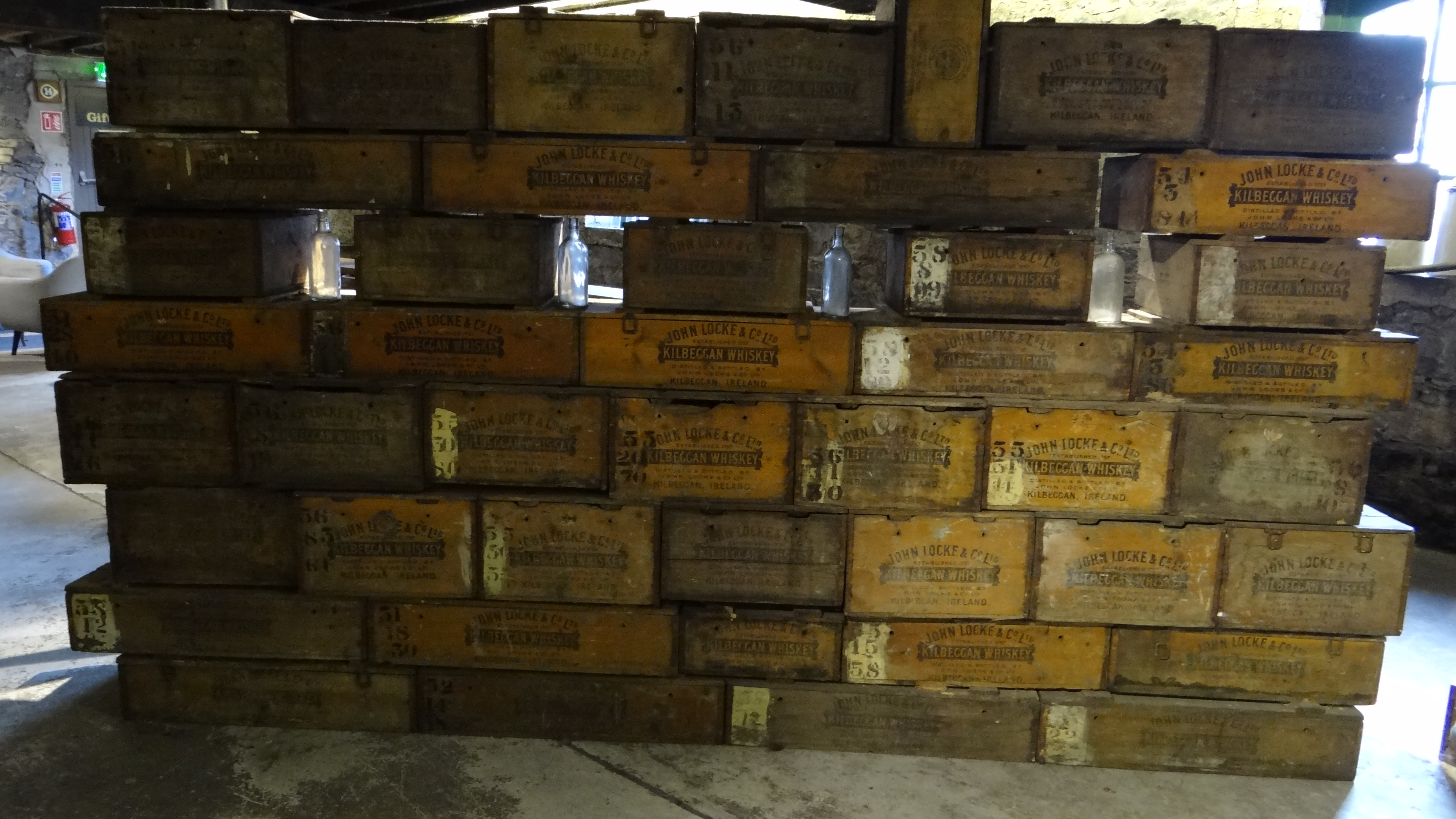
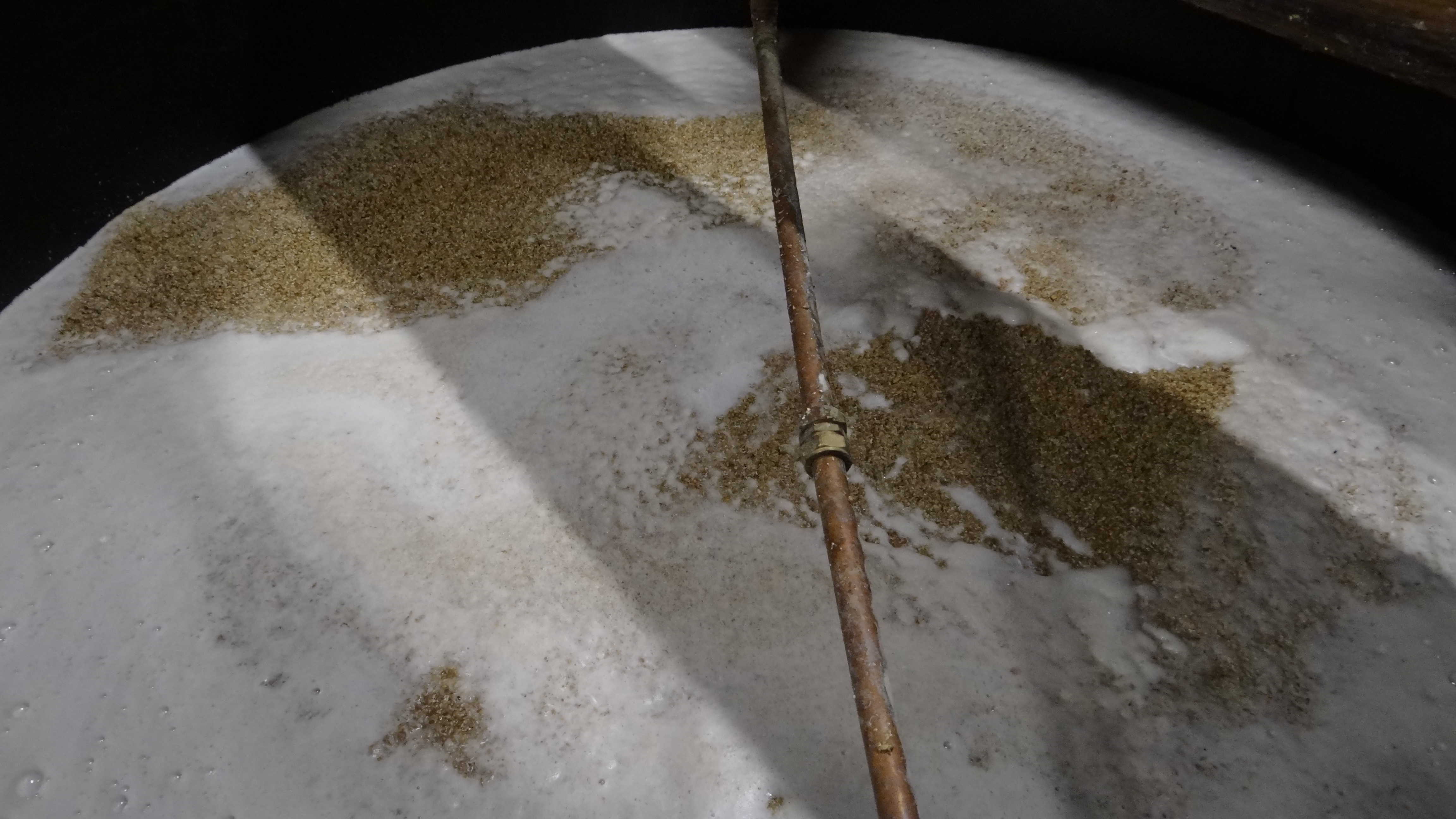
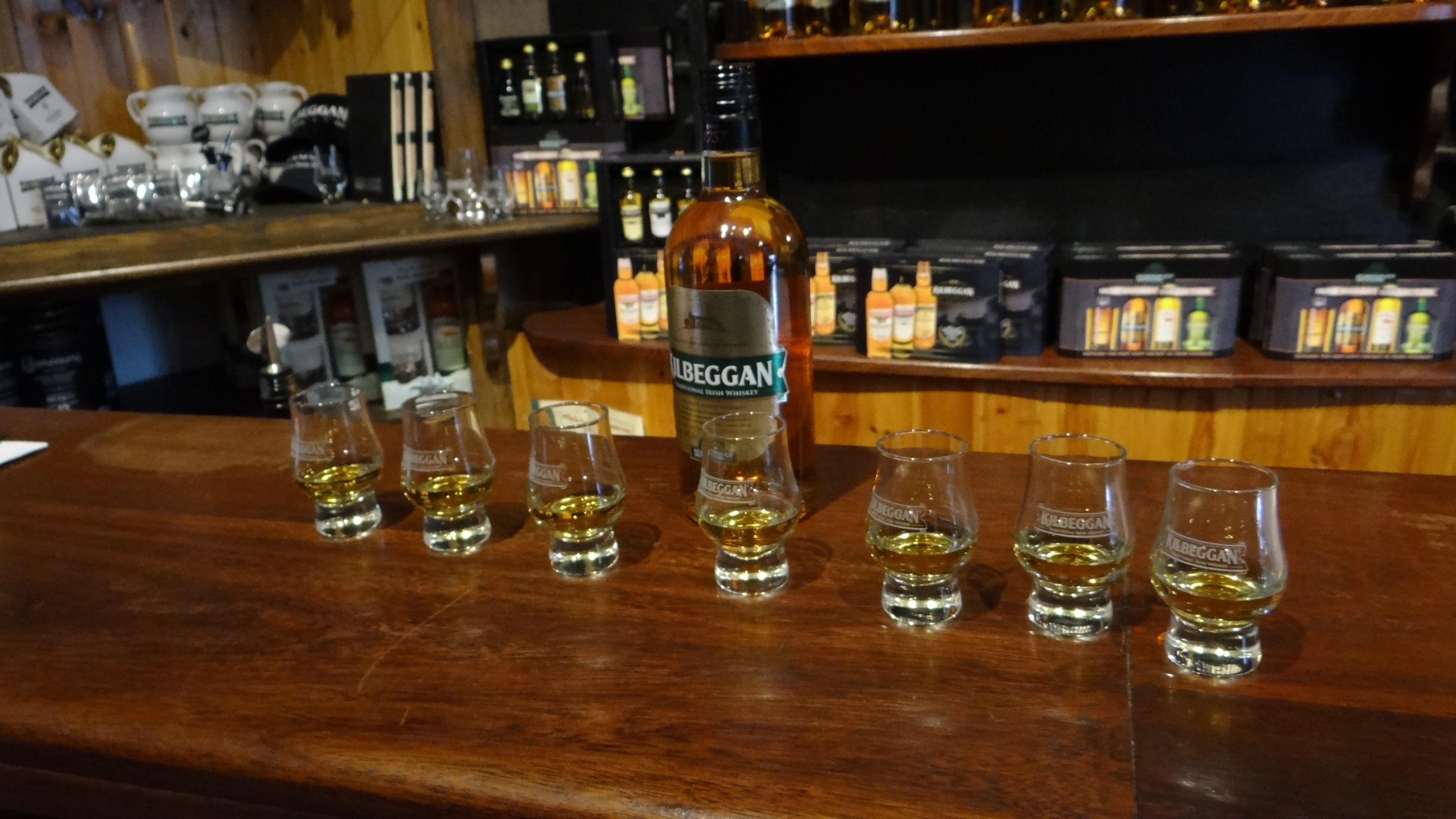

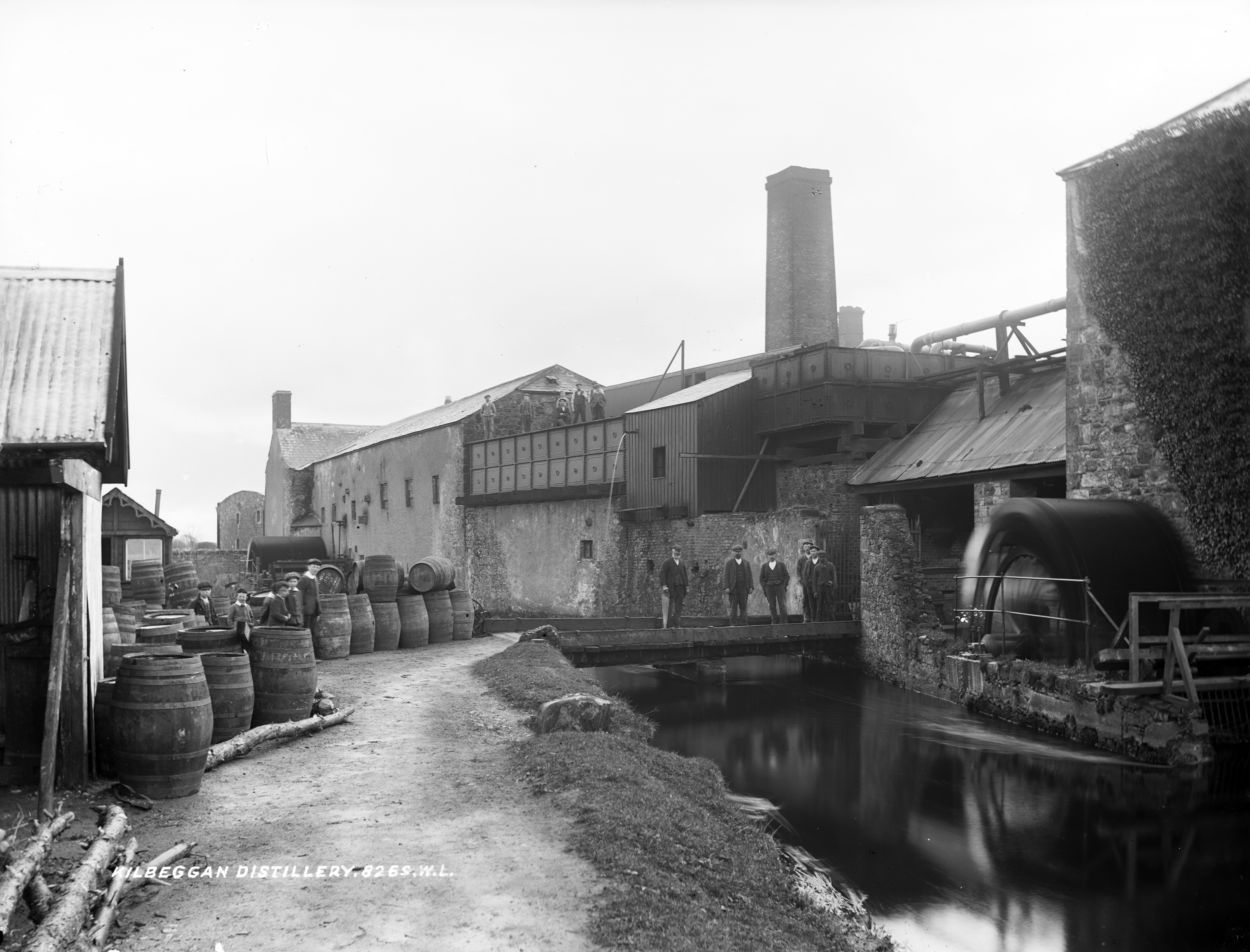
Distilleria nel 20º secolo